# Palaua babelthuapi
Palaua babelthuapi es una especie de molusco gasterópodo terrestre de la familia Euconulidae, orden de los Stylommatophora y endémica de Palaos. 